# Theliopsyche tallapoosa
Theliopsyche tallapoosa är en nattsländeart som beskrevs av Harris 1986. Theliopsyche tallapoosa ingår i släktet Theliopsyche och familjen kantrörsnattsländor. Inga underarter finns listade i Catalogue of Life.